# Serafina Cinque
Serafina Cinque, nascida Noeme Cinque (Urucurituba, 31 de janeiro de 1913 — Manaus, 21 de outubro de 1988) foi uma religiosa dedicada e uma das grandes figuras missionárias da Amazônia brasileira que recebeu o grau de venerável em processo de canonização.

## Vida

### Noeme
Seus pais, Vicente Cinque e Sarah Cinque, italianos de Palermo, imigraram para o Brasil e instalaram-se em Urucurituba, Amazonas, fascinados pela extração da borracha, e se tornaram prósperos seringalistas, mas o fim do ciclo da borracha os deixou frustrados, porém se dedicaram ao plantio de cacau. De 12 filhos do casal, a segunda recebeu no batismo o nome de Noeme Cinque.
Foi enviada para um colégio de irmãs religiosas, o Colégio de Santa Doroteia, em Manaus, aos 11 anos, e ali teve contato com a vida religiosa. A convivência com as irmãs do colégio despertou-lhe o desejo de seguir a vida religiosa. Aos 16 anos, interessou-se em entrar para o convento, mas o pai não aceitou. Então, foi atuar como catequista. 
Aos 21 anos, formada professora, foi atuar junto às comunidades, levando-lhes o ensinamento religioso, e desempenhou um papel importante na formação cristã dessas comunidades, dedicando-se não apenas ao ensino, mas também à preparação dos fiéis para os sacramentos. Em sua atividade, foi catequista nas escolas e Paróquias de Manaus; engajou-se como leiga na Ação Católica; foi Presidente das Filhas de Maria e do Apostolado da Oração das Paróquias da Catedral e depois de N. S. Aparecida, em Manaus; foi visitadora de encarcerados; enfermeira domiciliar de doentes e idosos em suas casas e em Casas de repouso.

### Irmã Josefina
Já com 33 anos, em 1946, outra possibilidade lhe foi aberta: a chegada das Irmãs Adoradoras do Sangue de Cristo de Wichita, Kansas, a levou a ingressar na congregação, superando desafios culturais, de idioma e diferenças de costumes nos Estados Unidos. Durante o noviciado, Noeme Cinque recebeu o nome de Irmã Serafina e retornou ao Brasil para ajudar a estabelecer a presença da congregação na Amazônia.
Não havendo médicos nas comunidades onde ela atuava, sendo ela enfermeira, chegava em alguns momentos a atuar como verdadeira médica, inclusive fazendo partos.
Em 1971 tomou contato com a miséria das comunidades na abertura da estrada Transamazônica. Não havendo hospitais nem leitos suficientes para atendimento às doenças e às gestantes, começou a acolher as gestantes e os doentes em abrigos provisórios, tirando-os das ruas.
Em 1984, fundou a Casa da Providência, no município de Altamira, no Oeste do Pará, para receber as gestantes e seus bebês, com um anexo, para abrigar mais pessoas doentes.
Em 21 de outubro de 1988, em Manaus, faleceu, vítima de câncer. Sua fama de santidade espalhou-se, então.

## Processo de beatificação
Em 7 de julho de 2000, a Congregação das Adoradoras do Sangue de Cristo pediu a Dom Luiz Soares Vieira, Arcebispo de Manaus, a abertura de um Tribunal Eclesiástico para comprovar as virtudes de Ir. Serafina, através de detalhado Processo. A postuladora do processo é Irmã Maria Paniccia, ASC, que reside em Roma, tendo passado alguns meses em Manaus, ajudando a organizar o Processo. A vice-Postuladora no Brasil é Irmã Marília Menezes, que desde 2006 reside em Belém. A Irmã Josefina passou à condição de Serva de Deus.
Em 27 de janeiro de 2014, o Papa Francisco reconheceu as “virtudes heroicas” da Serva de Deus em reunião com o Prefeito da Congregação das Causas dos Santos, Cardeal Angelo Amato. Irmã Josefina Cinque tornou-se, então, Venerável, à espera do reconhecimento de um milagre por sua interseção para ocorrer a beatificação.